# Iwan Mołczaninow
Iwan Iljicz Mołczaninow (ros. Иван Ильич Молчанинов, ur. 16 września 1918 we wsi Russko-Ignaszkino w guberni samarskiej, zm. 2 lutego 1996 w Moskwie) – radziecki działacz państwowy i partyjny.

## Życiorys
W 1940 ukończył Azowsko-Czarnomorski Instytut Mechanizacji Gospodarki Rolnej i został inżynierem mechanikiem w sowchozie w obwodzie czkałowskim (orenburskim), 1940-1948 służył w Armii Czerwonej/Armii Radzieckiej; 1940-1941 był kursantem szkoły wojsk pancernych w Saratowie, a 1941-1944 elewem Wojskowej Akademii Wojsk Pancernych i Zmechanizowanych im. Stalina. W 1940 został porucznikiem, 1944 starszym porucznikiem, później inżynierem-kapitanem. Od 1943 należał do WKP(b). Po zwolnieniu z wojska został kierownikiem sekcji i wkrótce dyrektorem szkoły mechanizacji gospodarki rolnej w obwodzie czkałowskim, 1950-1953 był sekretarzem rejonowego komitetu WKP(b)/KPZR, potem zastępcą szefa obwodowego zarządu gospodarki rolnej i zapasów w Czkałowie (Orenburgu) i do czerwca 1960 kierownikiem Wydziału Rolnego Komitetu Obwodowego KPZR w Orenburgu. Od czerwca 1960 do grudnia 1962 był przewodniczącym Komitetu Wykonawczego Orenburskiej Rady Obwodowej, od grudnia 1962 do grudnia 1964 przewodniczącym Komitetu Wykonawczego Orenburskiej Wiejskiej Rady Obwodowej, od grudnia 1964 do lutego 1966 ponownie przewodniczącym Komitetu Wykonawczego Orenburskiej Rady Obwodowej. Od lutego 1966 do czerwca 1973 był przewodniczącym Ałtajskiej Rady Krajowej, 1973-1979 zastępcą przewodniczącego Wszechrosyjskiego Zjednoczenia Rady Ministrów ds. Sprzedaży Techniki Rolniczej, Części Zamiennych, Surowców Mineralnych i Innych Środków Materiałowo-Technicznych, Organizacji Remontu i Wykorzystania Maszyn w Kołchozach i Sowchozach ("Rossielchoztechnika"), 1979 przeszedł na emeryturę. Był deputowanym do Rady Najwyższej ZSRR 7 kadencji.

## Odznaczenia
- Order Rewolucji Październikowej
- Order Czerwonego Sztandaru Pracy (czterokrotnie)
- Order Wojny Ojczyźnianej II klasy (dwukrotnie)